# Jean-Charles Wismick
Jean-Charles Wismick SMM (ur. 29 listopada 1963 w Petites-Desdunes) – haitański duchowny rzymskokatolicki, biskup pomocniczy Port-au-Prince od 2024.

## Życiorys

### Prezbiterat
Święcenia kapłańskie przyjął 15 stycznia 1995 w Zgromadzeniu Misjonarzy Towarzystwa Maryi. Pracował duszpastersko w rodzinnym kraju oraz w Stanach Zjednoczonych. Pełnił także funkcje m.in. sekretarza i radnego prowincjalnego, wikariusza generalnego zakonu oraz przewodniczącego międzynarodowej komisji zakonnej ds. ochrony nieletnich.

### Episkopat
31 maja 2024 papież Franciszek mianował go biskupem pomocniczym archidiecezji Port-au-Prince ze stolicą tytularną Lestrona. Sakry udzielił mu 3 sierpnia 2024 arcybiskup Max Leroy Mésidor.